# Paul de Scherff
Paul de Scherff, né le 14 juillet 1820 à Francfort-sur-le-Main et décédé le 23 juillet 1894 à Luxembourg, est un homme politique luxembourgeois.